# إرفينغ جاي كار
إرفينغ جاي كار (بالإنجليزية: Irving J. Carr)‏ هو عسكري أمريكي، ولد في 1875 في شبوا فولز في الولايات المتحدة، وتوفي في 1963.